# Johnny Coulon
John Frederic Coulon (Toronto, 12 febbraio 1889 – 29 ottobre 1973) è stato un pugile canadese.
La International Boxing Hall of Fame lo ha riconosciuto fra i più grandi pugili di ogni tempo.

## Gli inizi
Professionista dal 1927.

## La carriera
Campione del mondo dei pesi piuma, incontrò Kid Williams, Pete Herman, e Charley Goldman.
Dopo il ritiro aprì una palestra che fu frequentata da Ernest Hemingway, Jack Dempsey, Gene Tunney, Jim Braddock, Joe Louis, Sugar Ray Robinson, Muhammad Ali, Eddie Perkins.
Coulon ebbe anche una stretta amicizia con Jack Johnson.